# Beder (Dänemark)
Beder ist eine dänische Stadt in Jütland mit 4.372 Einwohnern (2012), in Beder Sogn gelegen.
Die Stadt befindet sich im südlichen Teil der Aarhus Kommune und gehört zur Region Midtjylland. 2012 wurde Beder mit Malling zur Stadt Beder-Malling zusammengeschlossen.

## Geschichte
Das Dorf bestand 1682 aus neun Bauernhöfen, einem Haus mit Land und einem Haus ohne Land. Die Anbaufläche betrug 295,9 Tønde Land, davon 48,24 mit Brotgetreide. Der Anbau erfolgte mit zwei Sorten im jährlichen Wechsel.
1879 wurde der Ort wie folgt beschrieben: Kirche mit Pfarrhaus und eine Mühle, Stadt Beder mit privater Schule.
Der Ort entwickelte sich durch die von der Hads-Ning Herreders Jernbane zwischen Aarhus und Odder gebauten Odderbanen ab 1884 sehr stark und ist mit der südlich liegenden Stadt Malling über den Sportkomplex Egelund zusammengewachsen.
Zur Jahrhundertwende um 1900 lautete die Beschreibung: Beder (1267: Bitreth) mit Kirche, Pfarrhaus, Schule, Gartenbauschule (gegründet 1889), Tierarztwohnung, Sparkasse (gegründet 1871; zum 31. März 1900 mit Spareinlagen von 101.872 Kronen, Verzinsung 4 %, Reservefonds 13.721 Kronen, 323 Konten), Molkerei, Mühle, Gastwirtschaft, Bahnhof, Telegrafen- und Telefonstelle.
Bis zur Kommunalreform 1970 war Beder ein Teil der Sognekommune Beder-Malling.